# Roger Tamba M’Pinda
Roger Tamba M’Pinda (* 13. August 1998 in Lyon) ist ein französisch-kongolesischer Fußballspieler.

## Karriere
Tamba M’Pinda begann seine Karriere beim FC Bourgoin-Jallieu. 2016 wechselte er nach Italien in die Jugend von Juventus Turin und gewann dort das Torneo di Viareggio. Im Januar 2017 wurde er an den Ascoli Picchio FC 1898 verliehen, wo er allerdings auch nur für die U-19-Mannschaft spielte.
Im August 2017 wurde er an den österreichischen Zweitligisten WSG Wattens verliehen. Sein Debüt in der zweiten Liga gab er im selben Monat, als er am achten Spieltag der Saison 2017/18 gegen die SV Ried in der Startelf stand.
Im August 2018 wurde er an den kroatischen Erstligisten NK Osijek verliehen. Dort spielte er aber keine Rolle und kam während der Leihe nur in der Reservemannschaft zum Einsatz. Zur Saison 2019/20 verließ er Juve schließlich endgültig und wechselte nach Zypern zu Apollon Limassol. Auch in Limassol konnte er sich nicht durchsetzen und kam zu vier Einsätzen für First Division, ehe er den Verein im Januar 2020 verließ.
Zur Saison 2020/21 kehrte Tamba M’Pinda nach Frankreich zurück und wechselte zum Drittligisten FC Annecy. Nur ein Jahr später schloss er sich US Saint-Malo in der vierten Liga an. Hier absolvierte er nur sieben Ligaspiele (1 Tor) und ging dann im Sommer 2022 weiter zum Ligarivalen Lyon – La Duchère. 
Nach einem Jahr folgte dann Football Bourg-en-Bresse Péronnas 01 und seit dem Sommer 2025 steht Tamba M’Pinda nun beim LB Châteauroux in der drittklassigen National 1 unter Vertrag.

## Erfolge
- Torneo di Viareggio: 2016